# Неоревеляціонізм
Неоревеляціонізм (англ. Neo-revelationism) — це термін для позначення релігійних груп, особливо християнських або похідних від християнства, які стверджують про пряме одкровення, що виходить за рамки тверджень про божественне натхнення, пов'язане з власне християнською Біблією, але цей термін також може бути застосований до Віри Бахаї, руху Ахмадія в мейнстримному ісламі, а також до претендентів на месію в контексті юдаїзму. Англійський термін є перекладом німецького Neuoffenbarung.

## У християнській церкві
Римо-католицька церква в принципі визнає можливість "приватних об'явлень" і визнає певні випадки (на практиці переважно марійні об'явлення) в сенсі nihil obstat, тобто Церква проголошує можливість того, що об'явлення має справді божественне походження, не висуваючи жодних позитивних претензій до цього факту. Католицька церква погоджується з протестантами в тому, що публічне одкровення закінчилося зі смертю апостола Івана. Приватне одкровення не є обов'язковим для католиків і не містить жодної нової доктрини. Деякі протестанти-реформатори дотримувалися інших поглядів і вчили, що чудесні дари (в тому числі пророцтва) закінчилися зі смертю апостолів або незабаром після неї. Цю доктрину, яка називається цессионалізмом, досі дотримуються консервативні євангелісти (особливо деякі баптисти і кальвіністи), які вірять, що Біблія є остаточним і повним Божим одкровенням. На противагу цьому, харизматичний рух наголошує на тому, що пророцтва доступні сучасним вірянам.
Видіння Ісуса і Марії були поширені протягом всієї історії християнства. Технічний термін для отримання об'явлень вербально, на відміну від видінь, називається "внутрішня локуція". Наприклад, Мати Тереза стверджувала, що вона переживала внутрішні локації, але вважала за краще не розголошувати їхній зміст.
Існують численні приклади таких випадків у християнській містиці, як у середньовічний період, так і в сучасну епоху, наприклад, Якоб Беме та Емануель Сведенборг, а пізніше Якоб Лорбер (1800—1864), Готфрід Маєргофер (1807—1877), Берта Дудде (1891—1965) та інші. Прихильники неоревеляціонізму посилаються на Івана 16:12–14, вважаючи, що «маю ще багато сказати вам, але ви не можете тепер знести», як оголошення про продовження одкровення поза біблійним каноном. Містик XII століття Йоахім Фіорський також вказував на Об'явлення 14:6, яке провіщає «вічне Євангеліє», яке ще буде проповідуватися в майбутньому. З іншого боку, опоненти, як правило, вказують на застереження проти фальшивих пророків в Євангелії від Матвія 24.

## Нові релігійні рухи
Поза межами основного християнства також з'явилися численні нові релігійні рухи, очолювані людьми, які стверджують, що вони були безпосередньо натхненні Ісусом, або що вони дійсно є Ісусом, який повернувся.
Іншими прикладами відомих неорелігійних рухів є Церква об'єднання, «Універсальне життя», «Церква останнього заповіту» та «Фіат Люкс». Ряд течій духовного християнства в царській Росії також підпадають під цю категорію.